# ريتشارد نيومان (مقدم برامج إذاعية)
ريتشارد نيومان (بالإنجليزية: Richard Newman)‏ هو مقدم برامج إذاعية بريطاني، ولد في 28 يوليو 1972 في نورثامبتون في المملكة المتحدة.